# Dorian Feigenbaum
Dorian Feigenbaum (auch Isidor Feigenbaum) (* 20. Juni 1887 in Lemberg/Österreich-Ungarn (heute Lwiw/Ukraine); † 2. Januar 1937 in New York City) war ein österreichisch-US-amerikanischer Arzt, Psychiater und Psychoanalytiker.

## Leben
Isidor Feigenbaum wurde als Sohn des Menachem Mendel Feigenbaum (* 1855) aus Bolechow bei Dolina (Ukraine) und der Luiza geborene Brendel (* 1851) aus Lemberg geboren. Er studierte Medizin an der Universität Wien und wurde dort am 23. Oktober 1914 promoviert. Während des Studiums hospitierte er in München bei Emil Kraepelin. Feigenbaum nahm am Ersten Weltkrieg in der k.k. Armee teil. 1917 wurde er Landsturm-Oberarzt. Während des Krieges änderte er seinen Vornamen von Isidor auf Dorian. Nach dem Krieg kehrte er nach Wien zurück. Er war befreundet mit Sigmund Freud. Er stellte in dieser Zeit, gemeinsam mit Paul Federn und Otto Gross, eine Artikelserie mit dem Titel „Vaterlose Gesellschaft“ zusammen. 1919 ging er in die Schweiz und arbeitete dort als Psychiater. 
Es folgte die Auswanderung nach Palästina. In Jerusalem wurde Feigenbaum Leiter der psychiatrischen Anstalt Ezrat Nashim, die 1895 von der gleichnamigen wohltätigen Frauenvereinigung für psychisch Kranke gegründet worden war. In Jerusalem rief er eine an Psychoanalyse interessierte Gruppe ins Leben, zu der auch Margarete Obernik-Reiner gehörte. Auch war er psychiatrischer Berater der Regierung Palästinas.
1924 emigrierte Feigenbaum in die USA und wurde Dozent an der Columbia University in New York City. Auch hielt er Vorlesungen am New York Psychoanalytic Institute. 1931 gab er dort einen Vortrag zu Ehren des 75. Geburtstags von Sigmund Freud. 1932 begründete er, gemeinsam mit Frankwood E. Williams, die heute noch in den USA erscheinende Zeitschrift The Psychoanalytik Quarterly und wurde deren Herausgeber. 1934 weilte Feigenbaum auf dem 13. Kongress der Psychoanalyse in Luzern. Die New York Times bezeichnete Feigenbaum als „Spezialisten für Paranoia“. Die austroamerikanische Psychoanalytikerin Helene Deutsch gehörte zu Feigenbaums Freundeskreis.

### Familie
1927 ehelichte Feigenbaum Yaffa Tirza aus Ciechanow in Polen. Das Ehepaar hatte zwei Kinder, Sohn Daniel und Tochter Lou Esther. Sein Bruder Leopold Aryeh Feigenbaum (1885–1981) studierte ebenfalls Medizin in Wien und wurde später Arzt für Augenheilkunde in Palästina. Er war Chefarzt der augenheilkundlichen Abteilung der Hadassah-Klinik in Jerusalem und wurde 1953 für den Nobelpreis für Medizin nominiert. Er gehörte ebenfalls der an Psychoanalyse interessierten Gruppe in Jerusalem an.

## Veröffentlichungen
- 1917: Ein Beitrag zur Kenntnis der Rückenmarksblutung bei Skorbut
- mit Paul Federn und Otto Gross (1919): Vaterlose Gesellschaft
- 1928: Psychoanalytische Probleme der Kindheit. In: Wiener Zeitschrift für psychoanalytische Pädagogik
- 1929: Freud’s "Zukunft einer Illusion". In: The Psychoanalytic Review. Bd. 16, 55 (online)
- 1937: Depersonalization as a Defense Mechanism. In: The Psychoanalytic Quarterly. Band 6, (1), S. 4–11. (online)